# Пьяццетта, Джованни Баттиста
Джованни Баттиста (Джамбати́ста) Пьяцце́тта итал. Giovanni Battista Piazzetta, 13 февраля 1683 (или 1682), Венеция — 29 апреля 1754, Венеция) — итальянский живописец и рисовальщик венецианской школы периода сеттеченто (восемнадцатого века). Работал в характерном для этого периода венецианского искусства барочно-рокайльном стиле, своеобразно сочетающем элементы барокко и рококо.

## Биография
Джованни Баттиста Пьяццетта родился 13 февраля 1683 года в Венеции в семье скульптора и резчика по дереву Джакомо Пьяццетты, у которого он научился резьбе по дереву. С 1697 года Пьяццетта учился у художника Антонио Молинари. Сам Пьяццетта в письме Анджело Николози от 10 августа 1744 года указал своим первым учителем венецианца Сильвестро Манайго. По другим словам Пьяццетты он в 1703—1705 годах учился живописи в Болонье у Джузеппе Марии Креспи, хотя Креспи не имеет никаких записей о таком обучении. Тем не менее произведения Креспи, как и Чиньяни, произвели на двадцатилетнего художника глубокое впечатление. Пьяццетта действительно нашёл вдохновение в искусстве Креспи, в котором светотень живописного искусства Караваджо превратились в идиому. Большое впечатление на него также произвели алтарные образы, созданные другим болонским художником Гверчино.
Около 1710 года Пьяццетта вернулся в Венецию. Там он постепенно завоевал признание в качестве ведущего живописца. В 1727 году был принят в болонскую Академию Клементина (Accademia Clementina). В 1750 году Пьяццетта возглавил «Школу обнажённой натуры» (Scuola di Nudo) при Венецианской Академии изящных искусств и стал отдавать много времени преподаванию. Среди учеников его мастерской были Доменико Маджотто, Франческо Даджи, Иоганн Генрих Тишбейн Старший, Антонио Маринетти, Пауль Трогер, М. Унтербергер, Ф. А. Краус.
Сотрудником его мастерской был гравёр Джованни Марко Питтери, который награвировал многие из его живописных работ, а также рисунки к изданию «Освобождённый Иерусалим» (1745). Среди молодых художников, подражавших стилю Пьяццетты, были Джованни Баттиста Писсати, Джулия Лама, Федерико Бенкович и Франческо Полаццо.
Несмотря на всеобщее признание, последние годы жизни живописца были печальными. Он провёл их в бедности, болезнях и одиночестве. Скончался 28 апреля 1754 года в своём доме в Венеции.

## Значение творчества
Джамбаттиста Пьяццетта писал алтарные картины, портреты, картины бытового жанра. Испытав влияния «болонцев», Караваджо и Рембрандта, в дальнейшем придерживался «демократического направления» в живописи, находясь в оппозиции к официальному академическому искусству Венецианской республики, представленному творчеством Себастьяно Риччи и Джованни Пеллегрини.
В последний период Пьяццетта чередовал традиционные «исторические» композиции, такие как «Смерть Дария», с относительно редкими религиозными сюжетами, пасторальными, или аркадийскими, сценами и «бытовыми портретами», такими как «Гадалка» из Галереи Академии или «Идиллия на пляже» и «Деревенская прогулка» (ок. 1745) из Музей Вальрафа-Рихарца в Кёльне.
Пьяццетта воспитал многих учеников и оказал значительное влияние на творчество Джованни Баттиста Тьеполо.

## Галерея
- Портрет. 1730-е. Бумага, итальянский карандаш. Музей Тиссена-Борнемисы, Мадрид
- Молодая женщина со стрелой (Актриса в роли Дианы). Бумага, итальянский карандаш, белила. Государственный Эрмитаж, Санкт-Петербург
- Портрет молодого человека в шляпе. 1725. Бумага, уголь, белила. Художественный музей, Кливленд, США
- Портрет юноши в профиль. Бумага, итальянский карандаш. Британский музей, Лондон
- Ревекка у колодца. 1735–1740. Холст, масло. Пинакотека Брера, Милан
- Триумф Святого Доминика. 1727. Холст, масло. Плафон капеллы Святого Доминика церкви Санти-Джованни-э-Паоло, Венеция
- Вознесение Девы Марии (Ассунта). 1735. Холст, масло. Лувр, Париж
- Мадонна с Младенцем во Славе со святыми Андреем, Иоанном Евангелистом и Иосифом. 1739—1743. Холст, масло. Церковь Св. Флиппа Нери, Кортона
- Гадалка. 1740. Галереи Академии, Венеция
- Юный знаменосец. 1742. Холст, масло. Галерея старых мастеров, Дрезден